# 市川朔久子
市川 朔久子（いちかわ さくこ、1967年 - ）は、日本の小説家、児童文学作家。

## 経歴・人物
福岡県生まれ。西南学院大学文学部外国語学科英語専攻を卒業する。子どもの頃から、図書館で国内外の本を借りてきては読みあさっていた。安房直子、末吉暁子、J・R・R・トールキン、ローラ・インガルス・ワイルダーなど、児童文学の名作を中心とした読書経験を経る。
2012年、『よるの美容院』で第52回講談社児童文学新人賞を受賞する（選考委員：朽木祥、千葉幹夫、はやみねかおる、ひこ田中、令丈ヒロ子）。2016年、『ABC! 曙第二中学校放送部』で第49回日本児童文学者協会新人賞を受賞する（同時受賞は、草野あきこ『おばけ道、ただいま工事中!?』）。2017年、『小やぎのかんむり』で第66回小学館児童出版文化賞を受賞する。好きな作家として、宮部みゆき、上橋菜穂子、金城一紀を挙げている。好きな漫画家として、こうの史代、高野文子を挙げている。

## 作品リスト
- 『よるの美容院』（講談社） 2012年5月
- 『紙コップのオリオン』（講談社） 2013年8月
- 『ABC! 曙第二中学校放送部』（講談社） 2015年1月
- 『小やぎのかんむり』（講談社） 2016年4月
- 『しずかな魔女』（岩崎書店） 2019年6月

### アンソロジー
「」内が収録されている市川朔久子の作品
- 『約束』（講談社） 2015年11月

「フライングガールズ〈Fly, Frying Girls〉」
- 『14歳』（講談社） 2016年11月

「リコリス糖」